# Ipolyi István
Ipolyi István, született Freistadtl István (Kúla, 1886. május 16. – Bergen, 1955. január 2.) magyar brácsás, a Budapest Vonósnégyes és a Magyar Királyi Operaház tagja, székesfővárosi polgári iskolai zenetanár.

## Pályafutása
Ipolyi (Freistadtl) Ernő (1859–1926) és Friedländer Matild (1861–1935) fiaként született zsidó családban. Tanulmányait Budapesten Hubay Jenőnél, majd Berlinben Henri Marteau-nál folytatta. 1915. február 7-én Budapesten, a Józsefvárosban házasságot kötött a római katolikus vallású Mally Hedvig Ilona Gizellával, Mally Ede és Egyházy Ilona lányával. Zenetudománnyal is foglalkozott. 1917-től a Budapest Vonósnégyes tagja, az együttes szervező titkára volt. 1936-ban idegösszeroppanást kapott az állandó támadások következtében, ekkor már csak ő volt az egyedüli magyar tag az együttesben, orosz kollégái kirakták. Az Odesszában született Broisz Krojt került a helyére. Ezután Ipolyi osztrák feleségével együtt Norvégiába költözött, itt egészen a német megszállásig gondtalanul éltek. Ekkor őrizetbe vették őket azzal a céllal, hogy haláltáborba szállítsák mindkettőjüket. A Nemzetközi Vöröskereszt vezetője intézkedésének köszönhetően engedték őket szabadon, ezután Svédországba utaztak. 1945-ben Ipolyi visszatért Norvégiába, Bergenben a kamarazene professzora lett. Több zenetudományi könyv szerzője.

## Művei
- Innføring i musikkspråkets opprinnelse og struktur (1952)
- Violinetyder (1954)
- Kurs i dubbelgreppspel (1955)